# Lathroteles obscura
Lathroteles obscura là một loài bướm đêm trong họ Crambidae.